# Obra de referencia

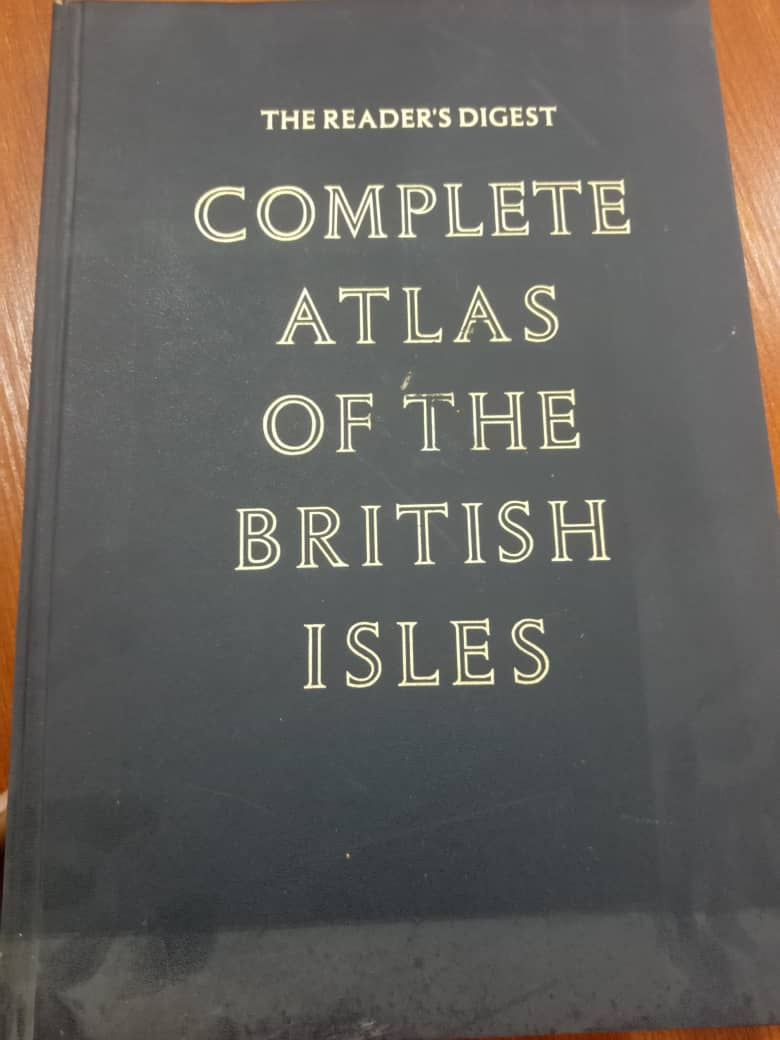
Ejemplo de una obra de referencia, "Atlas completo de las Islas Británicas".

Las obras de referencia son aquellas que proporcionan una información inmediata y puntual, suficiente y autónoma para el usuario. Fueron concebidas para la consulta puntual, para la búsqueda de un dato preciso que aclare o complemente la información. Son obras de consulta rápida. Supone una recopilación del saber y no están concebidas para la lectura continua sino para la consulta pormenorizada de su contenido. También se utilizan cuando se necesitan desarrollar estrategias de búsqueda más amplias.   
Estas fuentes pueden presentarse en diferentes formatos, tanto impresas como en formato electrónico. Internet en particular ha aumentado la gama de recursos disponibles para encontrar información. Pero también se pueden clasificar de diversas maneras de acuerdo a marcos teóricos propuestos por los especialistas.
En la actualidad, conviven las obras de referencia tradicionales con un nuevo modelo que aprovecha, para su construcción, las posibilidades de colaboración que ofrece la Web 2.0. Forman parte de la colección general de la unidad de información, pero se apartan y se ponen a disposición en el sector de referencia. "Son aquellas que proporcionan información, inicialmente, suficiente y autónoma para el usuario, tanto si se trata de un texto, una lámina o una fórmula". La fuente de un trabajo independiente (por ejemplo, un libro, informe, disertación, tesis, película, serie de televisión, podcast, página web) es el editor del trabajo o archivo, sitio de la red social o el propio sitio web, más cualquier DOI o URL aplicable.
Su utilización corresponde tanto a bibliotecarios y personas relacionadas con la información, como así también, a los diferentes usuarios cuando necesitan desarrollar estrategias de búsqueda más amplias.
El término castellano Referencia procede del anglicismo Reference, que significa consulta. Y es que cuando hablamos de Referencia en la biblioteca nos referimos a la demanda de información concreta, de datos, del usuario. No obstante, también los propios profesionales de la biblioteca van a hacer uso de la Referencia para solventar dudas que le ayuden en su trabajo, sobre todo datos que le sean útiles en la catalogación. Para que exista la Referencia, evidentemente, tiene que haber una colección de Referencia. La colección de referencia estará formada (en la mayoría de los casos, depende de lo completa y variada que sea dicha colección) por las obras de referencia. Las principales obras de esta índole son las siguientes (físicas y online)

## Características principales
Según Katz, W. las obras de referencia reúnen una mezcla de información, breves y concisas, de manera que tratan materias inconexas y son mezcladas.  Ordenadas con un plan acorde con su naturaleza, generalmente alfabético, para la consulta rápida. Deben ser claras, objetivas sintéticas y no discursivas. Debe estar siempre disponible en el sector de referencia de la biblioteca. Debe tratar los temas en forma sumaria y horizontal, no en profundidad. En el ordenamiento de las colecciones puede tener destinado un lugar especial en el denominado sector o servicio de referencia. Debe permitir un fácil y rápido acceso a la información deseada. 
Las obras de referencia deberán estar siempre disponibles en el sector de referencia de una biblioteca para los usuarios. El usuario de información es  “aquel individuo que necesita información para el desarrollo de sus actividades”. Pero esta definición es demasiado abarcativa. Para ser más precisos podemos clasificar a los usuarios, entonces, en “potenciales” y “reales”: los primeros no son conscientes de esta necesidad ni se manifiestan en este sentido; los segundos son conscientes y practican el uso de la información frecuentemente.  se divide en dos grandes categorías: obras que forman parte de algo mayor y obras independientes

## Tipos de obra de referencia según la información

### Generales
- Diccionarios
- Enciclopedias
- Diccionarios biográficos
- Directorios
- Atlas
- Índices geográficos
- Anuarios
- Almanaques
- Manuales
- Bibliografías
- Catálogos
- Glosario
- Estadísticas
- Memorias
- Compendios

### Especializadas
- Fuentes estadísticas
- Normas técnicas
- Informes anuales
- Publicaciones oficiales o gubernamentales
- Herramientas bibliográficas (catálogos, repertorios bibliográficos comerciales, etc.)

## Tipos de obras de referencia según el soporte
Muchos autores describen categorías para diferenciar los distintos tipo de obras. Una de las más renombradas es Carrizo Sainero.
En el criterio establecido para Documento se incluyen dos matices o características perfectamente diferenciados. Un criterio se refiere al hecho de fijar el conocimiento, se relaciona con el soporte, el tamaño, peso o presentación, el otro corresponde al aspecto intelectual del documento o contenido que puede tener carácter científico, técnico, social, económico, cultural-divulgativo.
Estas dos características permiten disponer de documentos de naturaleza muy variada, con los que es posible establecer una nueva clasificación, diferenciándolos en: documentos textuales y no textuales.
Los documentos textuales presentan el contenido de forma escrita y el soporte es el papel. Son documentos textuales los libros, publicaciones periódicas, documentos administrativos y todo tipo de escritos.
Los documentos no textuales pueden transmitir el conocimiento en papel pero por lo general están en otros soportes distintos. Pueden incluir una parte del texto impreso, aunque lo
esencial del conocimiento intelectual aparece de otra forma; estos documentos, preferentemente, se deben oír, ver, manipular por lo que su estructura es muy variable ya que
depende de su objeto y de su contenido.
Los documentos no textuales son un grupo numeroso, en el que se incluyen: 
Documentos iconográficos, que plasman imágenes, entre los que figuran fotografías, mapas, cuadros, planos, gráficos. 
Documentos sonoros, que registran el sonido, tales como discos, cintas grabadas. 
Documentos audiovisuales, que combinan sonido e imagen, a este grupo pertenecen las películas, videodiscos… 
Documentos materiales, que agrupan objetos tridimensionales tales como obras de arte, monumentos, muestras, maquetas, etc. 
Documentos compuestos, que resumen diversos documentos en uno solo, entre los que se pueden citar los libro-discos, libro-casetes. 
Documentos magnéticos, utilizados en la informática, que son los programas que permiten realizar diversos trabajos como cálculo, selección y manejo de fondos bibliográficos, etc.  
Documentos inéditos: pueden ser textuales o no textuales, pero la característica es que no han sido publicados.